# Italopodisma acuminata
Italopodisma acuminata är en insektsart som först beskrevs av Scott LaGreca 1969.  Italopodisma acuminata ingår i släktet Italopodisma och familjen gräshoppor.

## Underarter
Arten delas in i följande underarter:
- I. a. acuminata
- I. a. marsicana